# Жечна
Жечна (пол. Rzeczna, нім. Weeskenhof) — село в Польщі, у гміні Пасленк Ельблонзького повіту Вармінсько-Мазурського воєводства.
Населення — 433 особи (2011).
У 1975-1998 роках село належало до Ельблонзького воєводства.

## Демографія
Демографічна структура станом на 31 березня 2011 року:
|          | Загалом | Допрацездатний вік | Працездатний вік | Постпрацездатний вік |
| -------- | ------- | ------------------ | ---------------- | -------------------- |
| Чоловіки | 204     | 44                 | 138              | 22                   |
| Жінки    | 229     | 41                 | 145              | 43                   |
| Разом    | 433     | 85                 | 283              | 65                   |